# Sousceyrac
Sousceyrac est une ancienne commune française située dans le département du Lot, en région Occitanie.
Depuis le 1er janvier 2016, elle est devenue une commune déléguée de la commune nouvelle de Sousceyrac-en-Quercy.
Ses habitants sont appelés les Sousceyracois.
Village jumelé en 2024 avec Niederschaeffolsheim

## Géographie

### Localisation
Commune située dans le Haut Ségala, une partie du Quercy sur les anciennes routes nationales : route nationale 653 et route nationale 673.

### Hydrographie
Elle est arrosée par le Mamoul et le Cayla.

### Communes limitrophes
La commune était limitrophe du département du Cantal.
| Teyssieu                                                   | Comiac (Sousceyrac-en-Quercy) | Calviac (Sousceyrac-en-Quercy) |
| Cornac, Frayssinhes                                        | Sousceyrac                    | Saint-Saury (Cantal)           |
| Latouille-Lentillac, Lacam-d'Ourcet (Sousceyrac-en-Quercy) | Sénaillac-Latronquière        | Labastide-du-Haut-Mont         |

## Toponymie
Le toponyme Sousceyrac est une variante de Soucirac avec des formes Socirac et Soceyrac.  D'origine gallo-romaine, il est basé sur un anthroponyme Sucius. La terminaison -ac est issue du suffixe gaulois -acon (lui-même du celtique commun *-āko-), souvent latinisé en -acum dans les textes avec ajout de r par épenthèse. C'est le domaine de Sucius.
Sous la Restauration, le village s'appelait Sousceyrac-l'Église.

## Histoire

### Avant la Révolution
Sousceyrac, situé sur les contreforts du Massif Central dans la région la plus reculée du Quercy, était selon Ferdinand Preyssoure « un bourg de médiocre importance » : un pays de châtaigniers, de genêts et de sols pauvres adossé aux monts d'Auvergne; une vocation agricole naturellement mais aussi une région de passage relativement aisée entre Auvergne et Haut-Quercy.
La conformation actuelle de Sousceyrac suggère l'historique de son développement : l'église entourée de son « village ecclésial », l'enceinte médiévale, le château, le bourg des Condamines. Même s'il a perdu son église d'origine, reconstruite au XIXe siècle et si son château fort a été remplacé au XIXe siècle par un couvent. 
Après une villa romaine dont l'existence est attestée sur la motte du château, Sousceyrac s'est développé autour de son église Saint-Martin aux IXe et Xe siècles comme village ecclésial. Sousceyrac fut vraisemblablement cédé au IXe siècle par l'abbaye de Figeac aux seigneurs de Calmon d'Olt en échange de protection, bien que l'église soit alors restée dans la mouvance de l'abbaye de Figeac, puis après 1351 de celle de Maurs. Le château de Sousceyrac est alors construit sur la motte à l'ouest du bourg qui se développe dans l'enceinte médiévale : quatre tours rondes fortifiées. La châtellenie de Sousceyrac passa ensuite au XIIIe siècle aux barons de Castelnau, puis aux ducs de Luynes qui n'y résidaient pas.

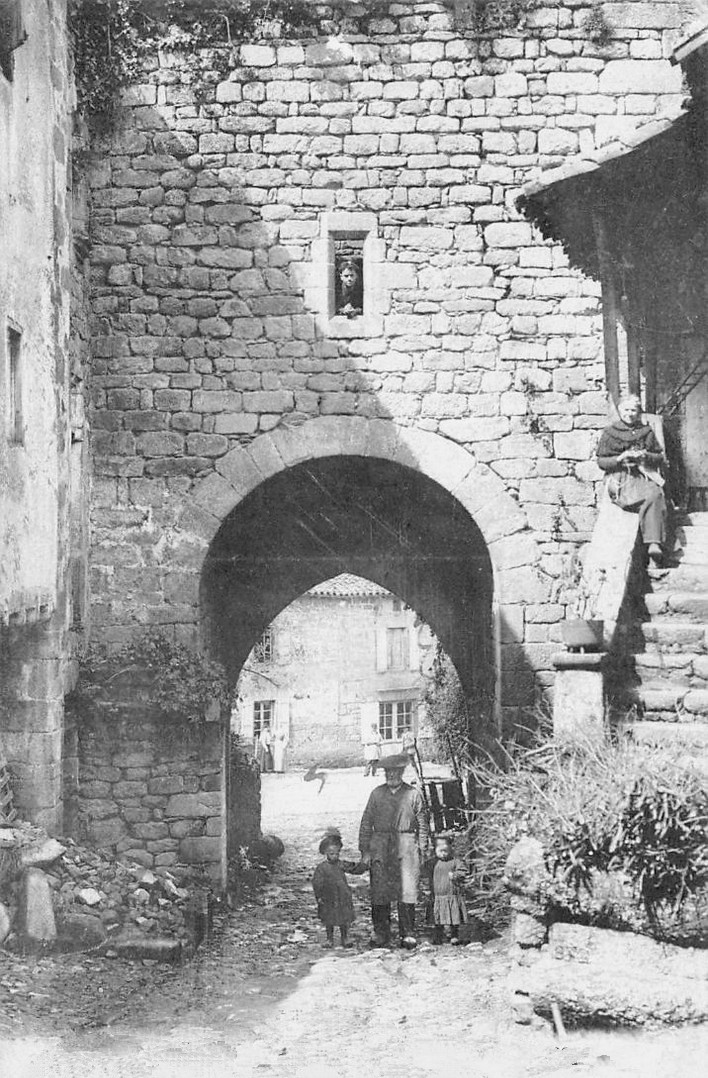
La porte fortifiée Saint-Antoine à la fin du XIXe siècle

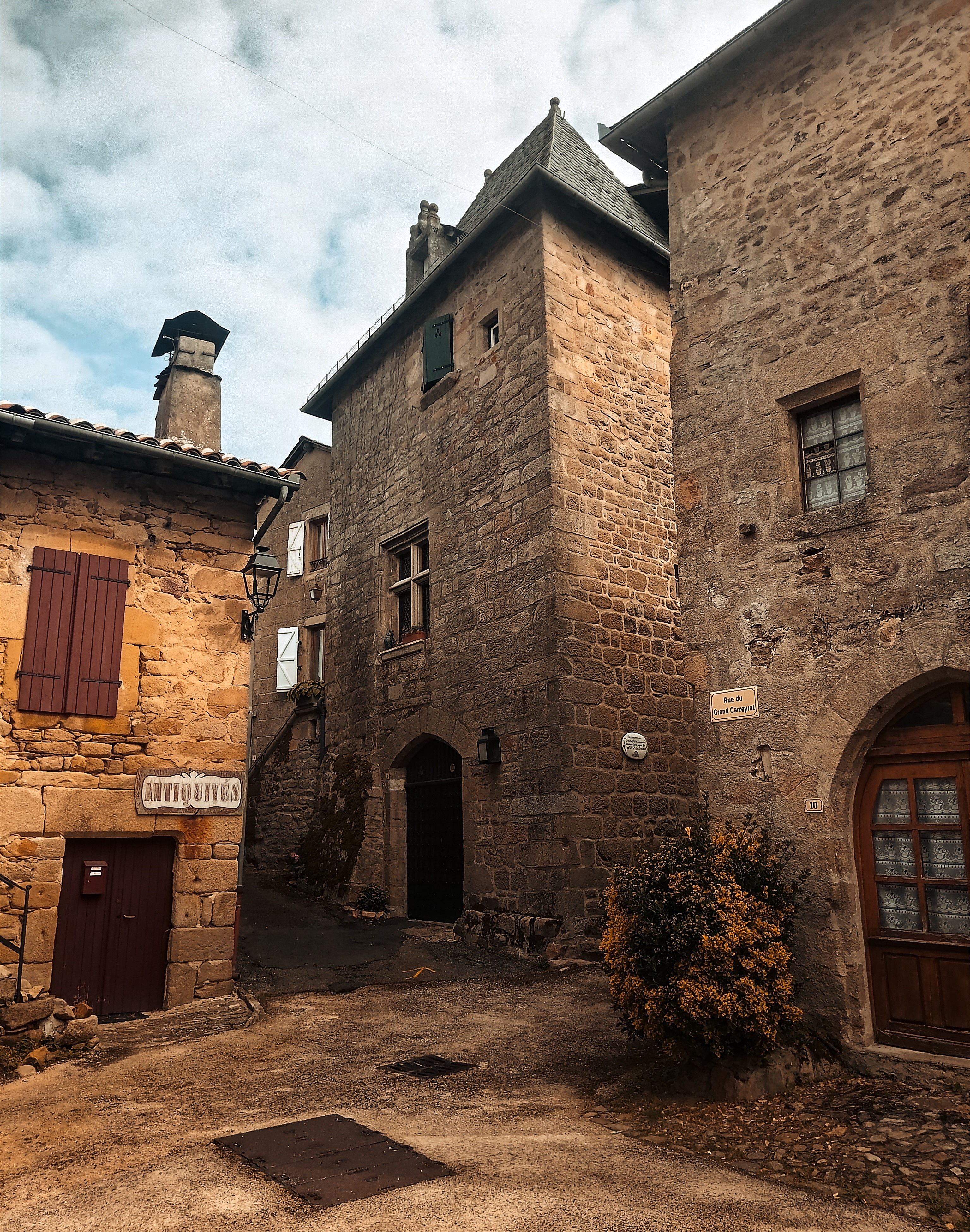
Cartiers anciens du Carreyrat (Chariot-rue) ou de La rue des chariots en français : Vue sur le carrefour et l'hôtel seigneuriale des Luynes dit Maison du Page.

Sousceyrac comme l'ensemble du Quercy souffrit de la guerre de Cent ans (1345-1453): le château fut attaqué plusieurs fois par les Grandes Compagnies anglaises mais résista, alors qu'une grande partie de la région était aux mains des Anglais. L'église romane fut détruite. « Sousceyrac fut complètement terrorisé et mis à sac par les compagnies anglaises... au point qu'en 1409, lorsque le seigneur de l'endroit, revenu, sans doute grâce à une rançon, en possession de ses terres prend de nouveaux emphythéotes (tenanciers), le pays est désert » et il faut faire appel aux paysans des environs pour cultiver les dépendances du domaine de Sousceyrac.  Pendant les guerres de religion (1570-1590), très disputées en Quercy, le bourg devient protestant et le restera jusqu'à l'édit de Nantes. L'église fut alors saccagée. G. Lacoste raconte comment un prédicateur calviniste fit des adeptes à Sousceyrac et dans les environs. Un meunier de Sousceyrac appelé Bessonies (Jean Bessonias) fut un des premiers à mener la guerre contre le catholicisme. Il devint "le fléau de la Haute-Auvergne et du Haut-Quercy". Après avoir semé la terreur pendant 12 ans dans tout le pays et pillé la plupart des églises de la région, il finit en 1571 « tué par son domestique et jeté dans un lac voisin de Sousceyrac ».

### Révolution française et Empire
Sousceyrac n'est pas épargné par la Révolution. Le chanoine Eugène Sol, historien du Quercy, note que « Le Quercy accueillit avec un particulier enthousiasme l’abolition des privilèges et des droits féodaux… On planta des maïs sur les places publiques… la jeunesse des deux sexes forma des rondes, dansa la bourrée au son de la vielle."  Sousceyrac suit le mouvement : "le 30 ventôse an VI est célébrée place des Condamines la souveraineté du peuple. Il y eut le jeu du coq et celui de la cible.» 
Mais la Révolution en Quercy survient aussi dans un contexte de disette, de cherté des céréales et de révoltes paysannes. Le chanoine Sol, dans son ouvrage sur « La Révolution en Quercy », souligne l’importance de la question religieuse, qui a « dominé la politique locale » et beaucoup divisé la population, tout comme la dictature jacobine.
À Sousceyrac, l'église est fermée en 1792 et ses prêtres forcés à l'exil ou à la clandestinité, le château est abandonné et les remparts démantelés. Après la Révolution et à la fin du XIXe siècle, Sousceyrac reste très divisé entre républicains et conservateurs : Ferdinand de Laroussilhe, raconte, dans Les Cendres du foyer, comment il a organisé le premier banquet républicain à Sousceyrac en 1880 pour célébrer le 14 juillet qui venait d'être institué.

### Époque contemporaine
Les élections de 1881, qui donnent la victoire à l'Union républicaine et introduisent le ministère Gambetta, sont très disputées à Sousceyrac et le maire républicain sortant Louis Vic est battu en janvier 1881 par le candidat conservateur Victor Piales d'Axtrez. Ces événements sont romancés dans Le Roi d'Yvetot, un feuilleton paru dans la presse républicaine qui raconte comment un conseil municipal réactionnaire corrompu a battu les républicains aux élections par le mensonge et la diffamation... Ce récit d'un enfant du pays, commencé dans un style tout à fait burlesque se termine par un hymne vibrant à l'école communale qui, par l'enseignement, va délivrer le peuple du cléricalisme.
En 1823, l'évêque, Guillaume-Balthazar Cousin de Grainville, donna l'autorisation d'ériger un couvent. Le jour de la fête patronale de la saint Martin de la même année, deux religieuses entraient en communauté et s'installant dans les locaux qui abritent maintenant la mairie. L'évêque de Cahors, lors d'une visite à Sousceyrac, fit remarquer l'exigüité des locaux. Après l'achat en 1874 de la propriété du Parc, le nouveau couvent fut bâti sur l'emplacement du château qui n'avait plus que trois tours en ruines. Les religieuses en prirent possession en 1878 bien que les travaux ne fussent pas terminées. En 1937, les Ursulines vendent le bâtiment aux Pères Rédemptoristes. Ils y installèrent l'Institut Missionnaire Saint-Gérard, agrandissent le bâtiment et firent construire la Chapelle Saint-Gérard. Enfin, en 1966, le bâtiment a été transformé en maison de retraite à l'initiative du Dr Jacques Dumas, portant aujourd'hui son nom.
L'église fut totalement reconstruite entre 1864 et 1900.
-> voir église Saint-Martin de Sousceyrac.
Sousceyrac, bourg d'une région agricole peuplée mais pauvre, a naturellement été affecté par l'exode rural, particulièrement marqué en Quercy (le Lot ayant perdu près de la moitié de sa population autour de 1900). Aujourd'hui la maison de retraite maintient une activité économique substantielle.

### Seconde Guerre mondiale

#### Les maquis[13]
Dans la forêt de La Luzette, sur la commune de Sousceyrac, et dans ses abords comme le bois de la Font-Belle (Saint-Saury), fut formé le premier maquis du  Ségala et du  Lot en 1942, constitué de Ségalins et d'Auvergnats. Des Résistants venus de Bretenoux et Saint-Céré s'y été également établis comme le Capitaine Henri Monpeyssin, surnommé Timo qui en devint le chef. En début de septembre 1943, ces Résistants on donné main forte à ceux de Gramat pour récupérer 1500 pantalons militaires chez Ruscassie, et le 21 septembre, ils prirent six tonnes d'habits à l'intendance de Maurs, ce qui permit d'habiller les maquis du Ségala.
Ils ont œuvré à la délivrance du Camp de Jeunesse de  Saint-Mamet, et au sabotage des usines Ratier à Figeac, ce qui priva d'hélices les avions Heinkel allemands.
L'un des plus illustres maquis du Ségala fut celui de l'Institut Missionnaire Saint-Gérard de Sousceyrac. Le chef de cette institution, le Père Roth, avait groupés dix-huit de ses étudiants, d'abord engagés dans l' Armée Secrète, ils firent ensuite partie du Corps franc Pommiès
qui assista à la délivrance de Cahors et poursuivit une colonne allemande jusqu'à Pau. Incorporés dans l'armée régulière à Autun, ils combattirent en Alsace et jusqu'en Autriche. Neuf d'entre eux furent décorés et le Père Roth reçu la médaille de la Résistance.
Au château d'Alzac, se tenait un des postes de commandement des FTP du Lieutenant-colonel Robert Noireau.
Les journaux clandestins imprimés chez le maire de Labastide-du-Haut-Mont étaient portés par voiture au Château d'Alzac. Des motocyclistes les transportaient aux autres PC du Lot qui les distribuaient. Un maquis s'y installa, formé de 15 américains avec 3 officiers, venant de La Luzette. Une immense tente les abritait tous dans une clairière du bois voisin, avec un important matériel qui fut tiré par plusieurs paires de bœufs des mesieurs Roussilhe et Arnal. 
C'est à ce poste de commandement d'Alzac que le colonel Noireau put realiser le 10 aout 1944, après les laborieuses réunions de Frayssinhes, l'unification de tous les groupes de résistance lotoise.  
Il y eut également un maquis au hameau d'Herbouze, d'abord de bonne tenue, il fut transformé en tribunal pour juger les traitres. Des dénonciateurs qui avaient fait périr des français y furent exécutés sans preuves ni jugement semblait il. Une douzaine d'Africains furent parachutés à Herbouze. Leur chef, un adjudant noir, vint un jour de foire à Sousceyrac où il se mit en état d'ivresse et troubla fortement un jeu de balançoires. Le propriétaire de ces balançoires fit appel aux gendarmes qui coffrèrent l'adjudant. Aussitôt libéré, il courut à Herbouze et revint avec tous ses hommes armés pour s'emparer de la caserne, à la tombé de la nuit. Les gendarmes sont surpris, les femmes et enfants affolés. Les africains tirent sur toutes le fenêtres et les gendarmes ripostent depuis les lucarnes. Le jour venu, les assaillants apportent une échelle et se disposent à escalader la caserne mais les gendarmes font une sommation, puis deux, puis trois. Ils font un mort et trois blessés. Les vaincus se dispersent, errant deux jour avant de rentrer à Herbouze.

#### Les Hitlériens à Sousceyrac[13][14]
Le 11 mai 1944 à 6 heures 30, un groupe blindé comprenant 200 soldats de la 2e division SS Das Reich arrive dans le village de Sousceyrac. Les SS encerclent le bourg et disposent des canons aux trois entrées.
Comme à Latronquière, les allemands ne sont pas très bien renseignés par leurs espions qui leur ont signalé des armes cachées et un poste émetteur à l'Institut Missionnaire Saint-Gérard, occupant les bâtiments du couvent. Ils sont également à la recherche de M. Saintemarie. Etant le mécanicien du maquis, il s'échappe rapidement. Le couvent est cerné, les SS veulent incendier cet établissement ainsi que les quartiers voisins. Ils placent une un lance-flammes dans l'église mais le courageux curé-doyen de Sousceyrac, l'abbé Landes, revenant de Pontverny (Calviac), les en fait sortir. En même temp, ils font évacuer l'Institut, ils tirent sur les séminaristes qui tentent de s'enfuir et en capturent six. Les SS rassemblent la population sur la place des Condamines où commencent aussitôt des interrogatoires. Le maire, M. de Verdale et le Père Roth, qui parle l'allemand, résistent courageusement et démontrent aux SS qu'ils sont mal renseignés. Cela ne les empêche pas de s'emparer d'un étudiant, Marcano, originaire des Antilles britanniques, parce que paortant sur  lui des papiers anglais. Il est garroté, battu odieusement. De même qu'à Montauban, il fut torturé à Dachau, et revint en France sans espoir de guérison. Quinze autres habitants sont emmenés à Montauban afin d'être déportés eux aussi. Deux infirmes, Robert Belaubre et Pierre Bennet, y sont fusillés au motif qu'ils sont inaptes au travail.
Un agent de liaison de l'AS, André Pezet, venant de Saint-Céré, est surpris à la sortie du bourg. Il veut se défendre mais son arme s'enraye, il essaye donc de s'enfuir. Les SS lui tire dessus, il est percé de balles. Dans cet état, ils le forcent à marcher en tirant sa moto. Exténué et souffrant, André tombe à plusieurs reprises mais est relevé chaque fois avec la pointe des baïonnettes. Arrivé sur la place, il est étendu sur un banc, puis interrogé, pour lui faire dénoncer les maquis qu'il met en relation. A maintes reprises, on le perce à la baïonnette et on remue le fer dans ses plaies pour augmenter ses souffrances afin d'obtenir des renseignements. Mais le jeune homme résiste heroiquement et avale le papier qui pourrait livrer ses camarades. En voyant qu'il meurt et n'ayant rien obtenu, les Hitlériens le transportent à l'Hôtel Prunet. Là, l'Abbé Landes écarte d'un geste autoritaire les SS et leurs mitraillettes en leur disant: "il ne vous appartient plus". André Pezet meurt deux heurs plus tard.
Les Allemands repartent bredouilles vers Figeac pour y opérer la grande rafle du lendemain.

## Politique et administration
| Période      | Période    | Identité                                                                    | Étiquette | Qualité                                                                    |
| ------------ | ---------- | --------------------------------------------------------------------------- | --------- | -------------------------------------------------------------------------- |
| octobre 1792 | avril 1798 | Jean-François Piales-d'Astrez                                               |           | Juge de Paix à Latronquière, Avocat au Parlement de Toulouse (avant 1790). |
| 1798         | 1799       | Jean-Baptiste Bex                                                           |           | Notaire                                                                    |
| 1799         | 1800       | Jaques Vincent de la Roussilhes                                             |           |                                                                            |
| 1800         | 1813       | Arnaud Vic                                                                  |           | Avocat et Notaire, Ancien Président de la Commune.                         |
| 1813         | 1817       | Jaques Vincent de la Roussilhes                                             |           |                                                                            |
| 1817         | 1827       | Antoine Joseph Auguste d'Araquy                                             |           | Chevalier de Saint-Louis (1825)                                            |
| 1827         | 1832       | Jean-Baptiste Bex                                                           |           | Notaire                                                                    |
| 1832         | 1856       | Hugues Clément-Malo Vic (fils d'Arnaud)                                     |           | Notaire                                                                    |
| 1856         | 1870       | Victor Marcelin Jean-Baptiste Piales-d'Astrez (petit-fils de Jean-François) |           | Médecin                                                                    |
| 1870         | 1871       | François Alexandre Salacroup                                                |           | Président de la Commune                                                    |
| février 1871 | avril 1871 | Joseph-Louis Vic (neveu de Malo)                                            |           | President de la Commune,Clerc de notaire puis Notaire                      |
| 1871         | 1878       | Victor Marcelin Jean-Baptiste Piales-d'Astrez                               |           | Médecin                                                                    |
| 1878         | 1881       | Joseph-Louis Vic                                                            |           | Ancien President de la Commune, Clerc de notaire puis Notaire              |
| 1881         | 1890       | Victor Marcelin Jean-Baptiste Pialez-d'Astrez                               |           | Médecin                                                                    |
| 1890         | 1892       | François Alexandre Salacroup                                                |           | Ancien Président de la Commune                                             |
| 1892         | 1899       | Pierre Espinadel                                                            |           |                                                                            |
| 1899         | 1935       | Hugues Joseph Casimir Vic (fils de Joseph-Louis)                            |           | Chevalier de la Légion d'Honneur                                           |
| 1935         | 1941       | Joseph Lherm                                                                |           |                                                                            |
| 1941         | 1944       | Jaques de Verdal                                                            |           | Chatelain au Château de Grugnac, Maquisard                                 |
| 1944         | 1945       | Marie Emile Louis Auguste Vic (fils de Casimir)                             |           |                                                                            |
| 1945         | 1949       | Joseph Lherm                                                                |           |                                                                            |
| 1949         | 1958       | Calixte Clamagirand                                                         |           |                                                                            |
| 1958         | 1959       | Gabriel Ségéric                                                             |           |                                                                            |
| 1959         | 1989       | Henri Clamagirand                                                           |           |                                                                            |
| 1989         | 2008       | Maurice Blazi                                                               | PRG       | Ancien Conseiller général                                                  |
| 2008         | 2015       | Francis Laborie                                                             |           |                                                                            |
| 2016         | ...        | Marcel Piotte                                                               |           | Maire Délégué                                                              |

## Population et société
- Les habitants de Sousceyrac se nomme les Sousceyracoises et les Sousceyracois.

### Démographie
L'évolution du nombre d'habitants est connue à travers les recensements de la population effectués dans la commune depuis 1793. À partir du 1er janvier 2009, les populations légales des communes sont publiées annuellement dans le cadre d'un recensement qui repose désormais sur une collecte d'information annuelle, concernant successivement tous les territoires communaux au cours d'une période de cinq ans. 
Pour les communes de moins de 10 000 habitants, une enquête de recensement portant sur toute la population est réalisée tous les cinq ans, les populations légales des années intermédiaires étant quant à elles estimées par interpolation ou extrapolation. Pour la commune, le premier recensement exhaustif entrant dans le cadre du nouveau dispositif a été réalisé en 2004,.
En 2013, la commune comptait 878 habitants, en évolution de −3,83 % par rapport à 2008 (Lot : +0,05 %, France hors Mayotte : +2,49 %).
| 1793  | 1800  | 1806  | 1821  | 1831  | 1836  | 1841  | 1846  | 1851  |
| ----- | ----- | ----- | ----- | ----- | ----- | ----- | ----- | ----- |
| 1 629 | 1 482 | 1 626 | 1 724 | 1 744 | 1 920 | 1 839 | 2 022 | 2 100 |

| 1856  | 1861  | 1866  | 1872  | 1876  | 1881  | 1886  | 1891  | 1896  |
| ----- | ----- | ----- | ----- | ----- | ----- | ----- | ----- | ----- |
| 2 100 | 1 961 | 2 045 | 2 012 | 1 922 | 1 947 | 1 942 | 1 880 | 1 797 |

| 1901  | 1906  | 1911  | 1921  | 1926  | 1931  | 1936  | 1946  | 1954  |
| ----- | ----- | ----- | ----- | ----- | ----- | ----- | ----- | ----- |
| 1 754 | 1 701 | 1 609 | 1 510 | 1 327 | 1 359 | 1 335 | 1 290 | 1 200 |

| 1962  | 1968  | 1975  | 1982  | 1990  | 1999 | 2004 | 2009 | 2013 |
| ----- | ----- | ----- | ----- | ----- | ---- | ---- | ---- | ---- |
| 1 227 | 1 236 | 1 044 | 1 058 | 1 064 | 988  | 941  | 910  | 878  |

## Culture locale et patrimoine

### Lieux et monuments
Sousceyrac est inscrit aux Grands Sites d'Occitanie « Vallée de la Dordogne ».
- L'église Saint-Martin de Sousceyrac
- Le « Carrayrat ». Sousceyrac a conservé de son passé médiéval un ensemble de vieilles maisons des XVe, XVIe et XVIIe siècles, groupées autour de leur église et autrefois entourées d'une enceinte. De celle-ci, il reste deux portes fortifiées monumentales donnant accès à la vieille ville : le portail Notre-Dame doté d'une belle chapelle suspendue ainsi que deux statue de la vierge à l'enfant et Notre-Dame du Portail et la porte Saint-Antoine restauré en 1966 et conserve une statue de saint Antoine sculptée par Jacques de Verdale, châtelain du château de Grugnac. Le bourg s'est ensuite développé autour de la place des Condamines qu'entourent quelques belles demeures des XVIIIe et XIXe siècles. Le château féodal des Calmont d'Olt, (quatre tours rondes coiffées de lauzes) passé aux barons de Castelnau puis aux Luynes a été détruit en 1876. Sur son site se trouvent le beau bâtiment de l'ancien couvent des ursulines - devenu maison de retraite - et sa chapelle Sainte-Angèle ainsi que l'église Saint-Gérard transformé en chambres.

Les deux premières églises de Sousceyrac ont été détruites pour céder la place au XIXe siècle à l'église Saint-Martin de style néo-gothique. Elle date de 1864 avec un clocher de 1900. Malgré ces disparitions, le site de Sousceyrac constitue un ensemble harmonieux.
- La maison de la famille Escriba/Scribe, du XVe siècle (ancienne gendarmerie) en haut de la Place des Condamines.
- Le bois de la Luzette : Ce bois, d'une superficie de 270 hectares, domaine de chasse des châtelains de Sousceyrac appartient pour partie au ministère de l'Agriculture mais reste en partie accessible au public. L'association Sousceyrac d'hier à aujourd'hui y a aménagé un sentier de randonnée botanique qui permet de découvrir les espèces végétales du Ségala.
- Le château de Grugnac est inscrit au titre des monuments historiques en 1989.
- Le château fort de Sousceyrac, aujourd'hui disparu.
- Le Château de La Bessonie (à ne pas confondre avec le Château de Bessonies) est une maison monumentale construite vers 1870 sur les ruines d'un petit château fort frappé par la foudre.
- Le Château du Fraysse est un manoir du Second Empire qui succède à un petit château du XVIIe siècle.
- Le Château d'Alzac, petite demeure du XIXe siècle.
- L'Hôtel de la Terrasse été autrefois un hôtel particulier du XVIe siècle appartenant la famille noble d'Araquy, habitant Saint-Céré. Il fut transformé en auberge pour pèlerins aux XVIIe et XVIIIe siècles puis en hôtel-restaurant aux XIXe et XXe siècles. Ce beau bâtiment conserve encore à l'arrière, une tour "médiévale" du XVIe siècle.
- L'Hôtel Prunet ou "Le déjeuner de Sousceyrac" est une bâtisse du XVIIIe siècle qui a été autrefois une forge puis une auberge. Cette maison devint un hôtel dans les années 1910 et inspira Pierre Benoit pour son roman.
- Le Pont Roumieu est un pont médiéval. Son nom vient du fait qu'il se trouvait sur un chemin de pèlerinage et que les pèlerins pour Rome étaient appelés autrefois "Romés" ou "Romieux".

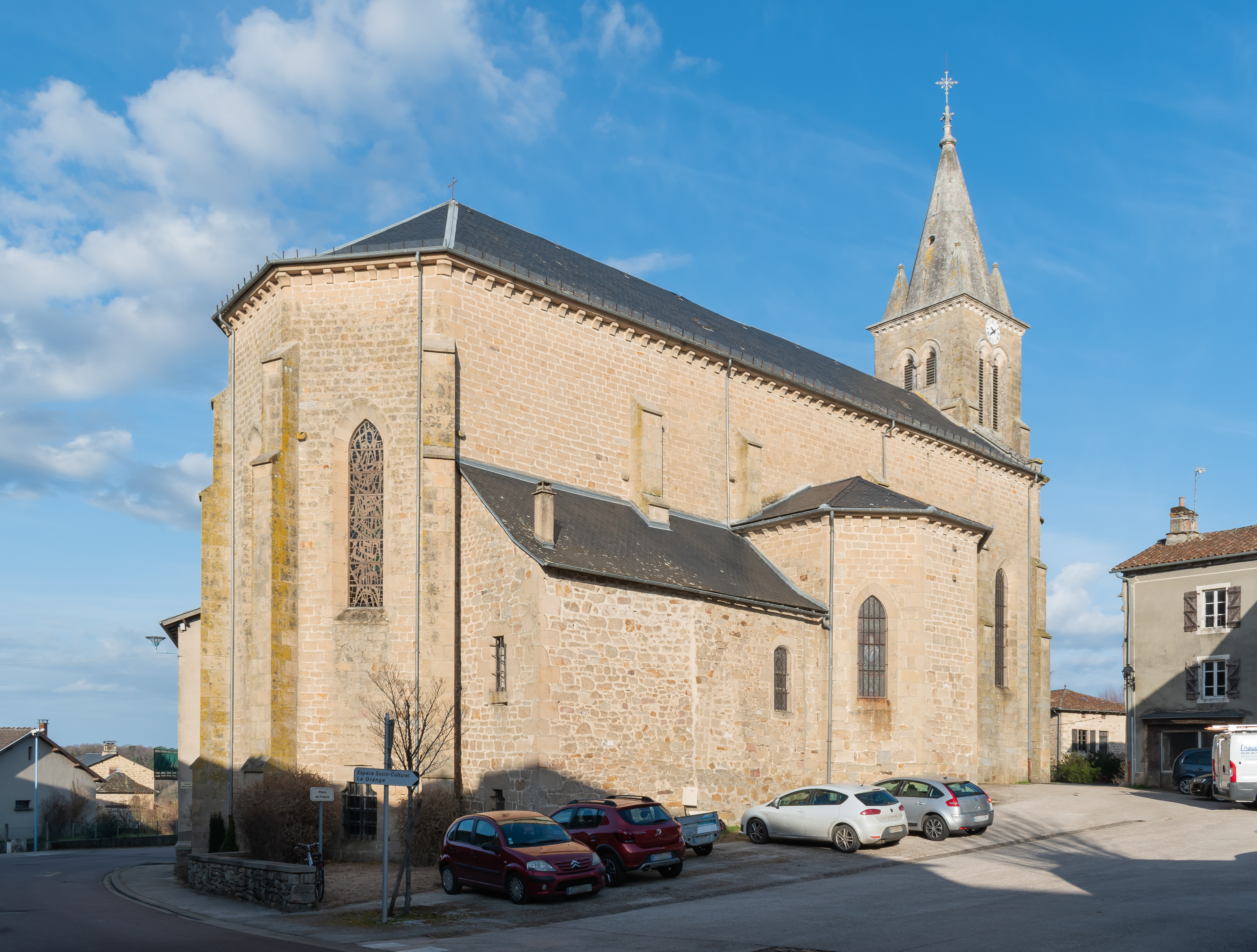
L'Église Saint-Martin.
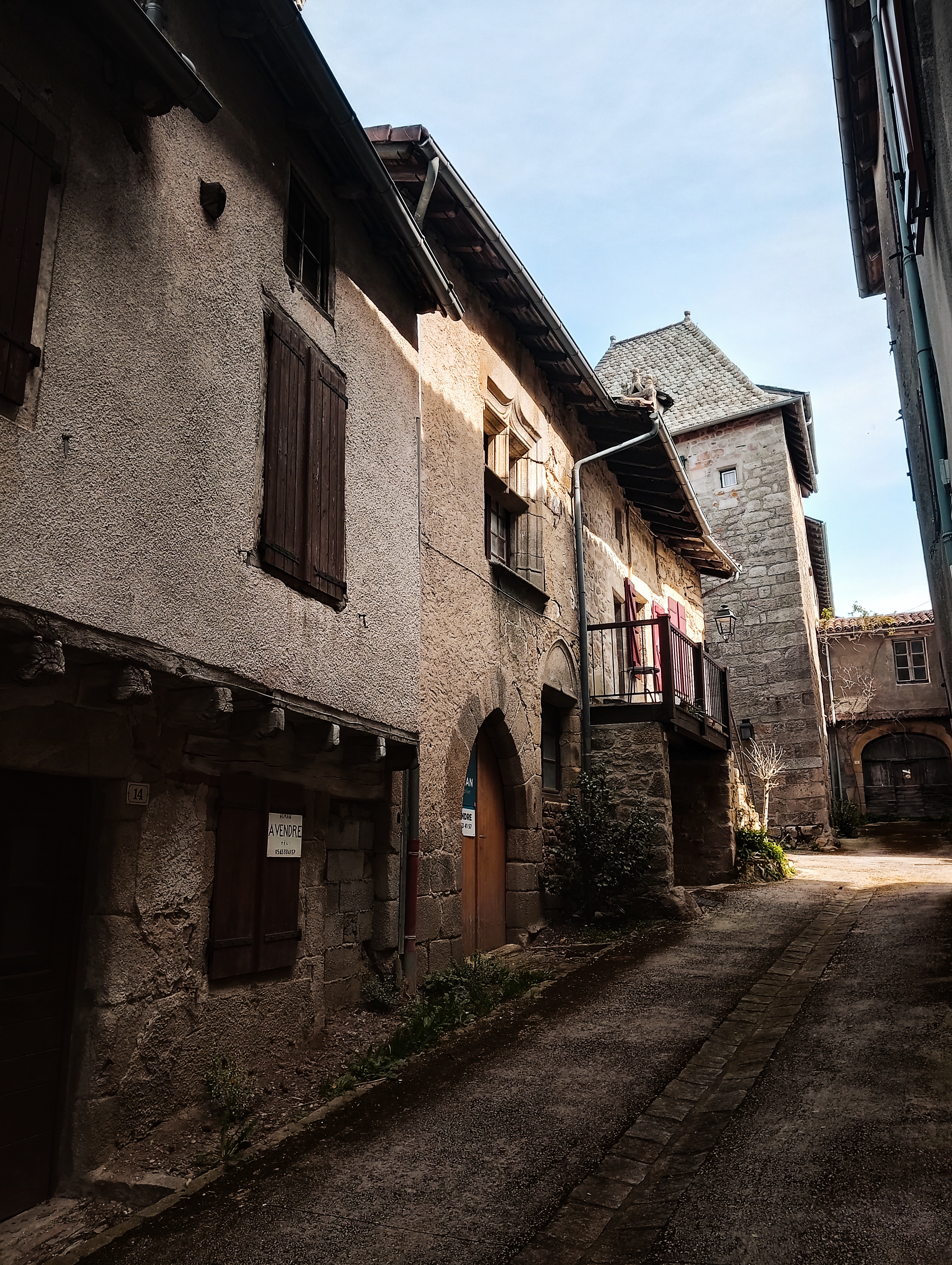
Le Carrayrat.
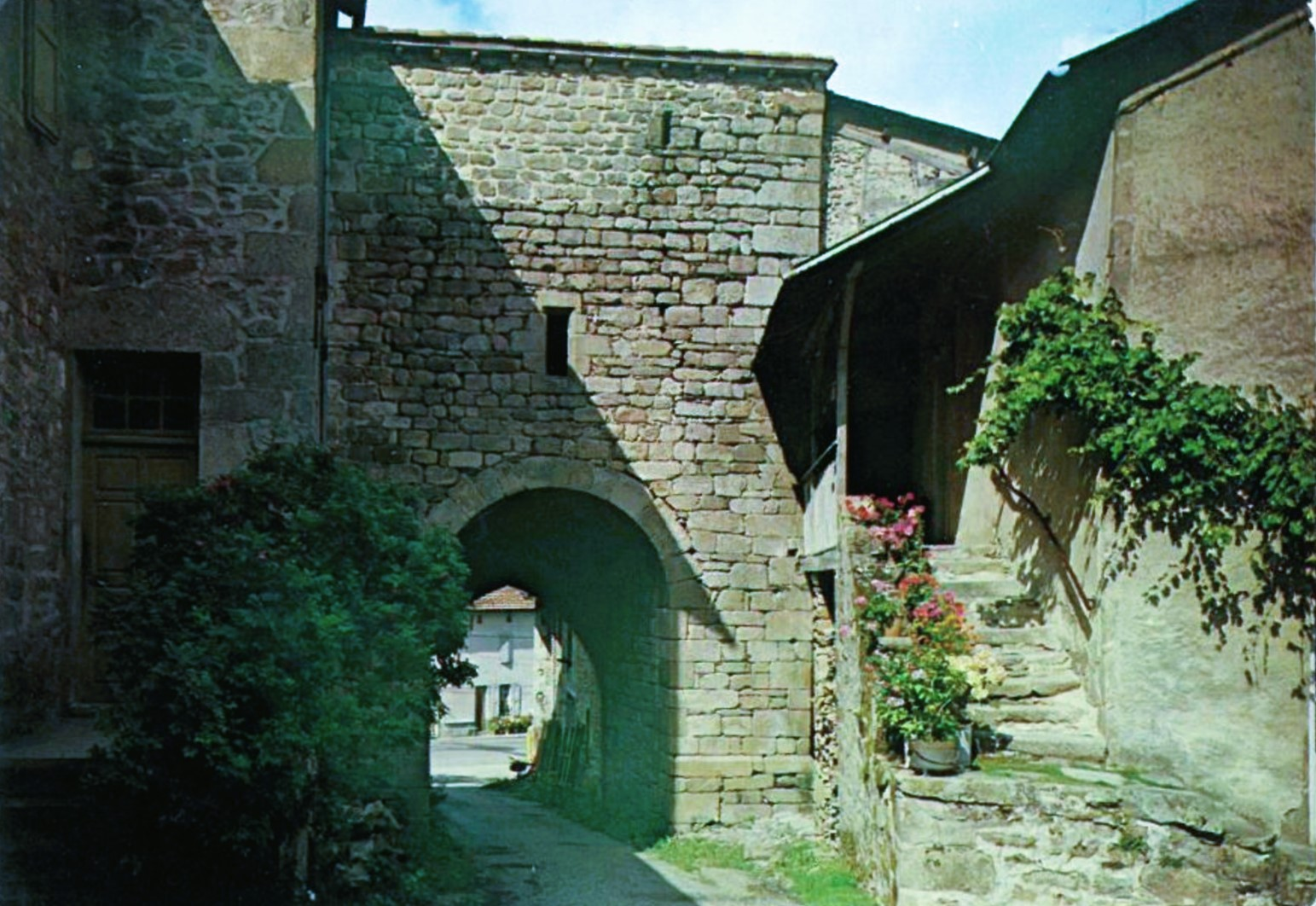
Le Portail Saint-Antoine.
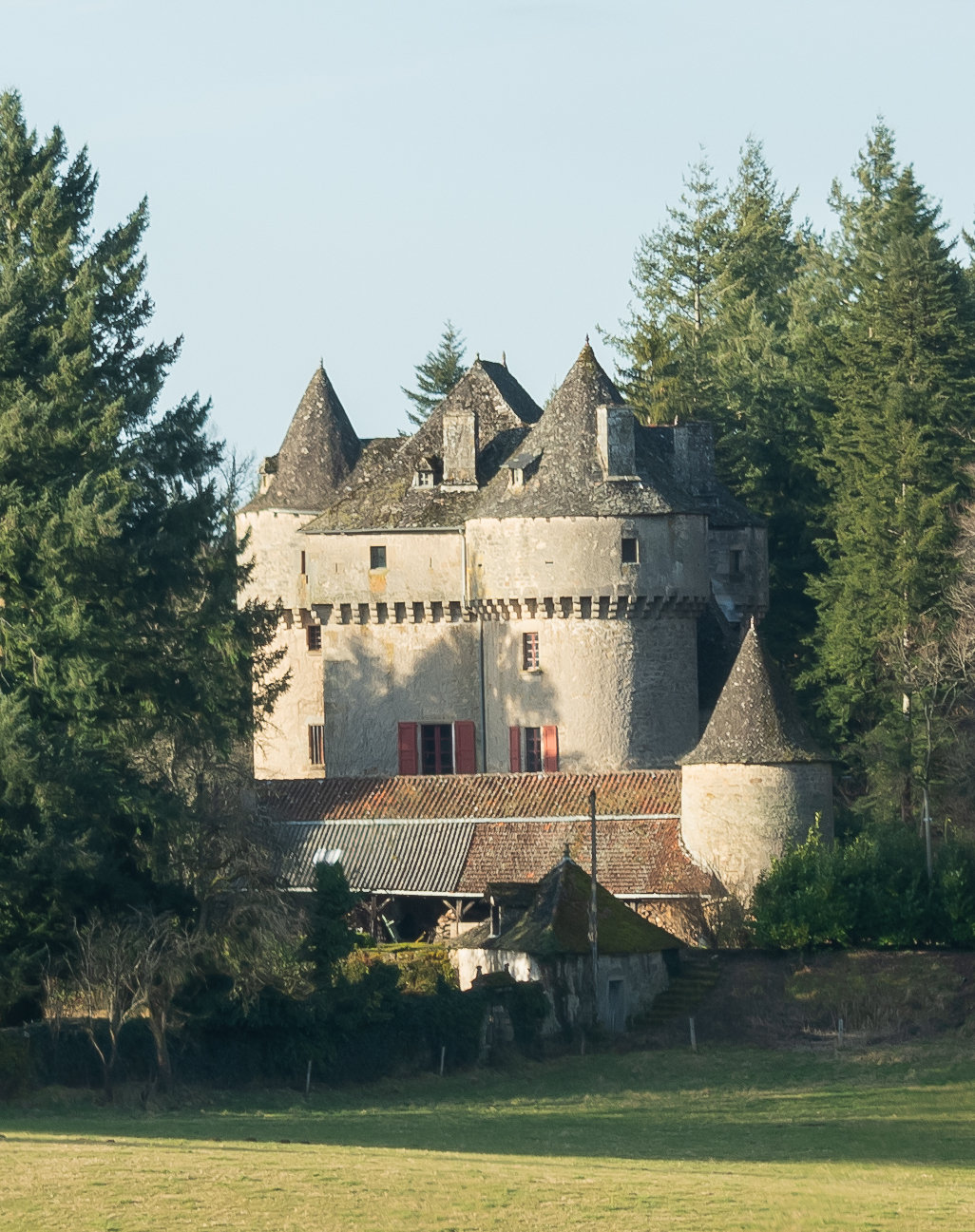
Le Chateau de Grugnac.
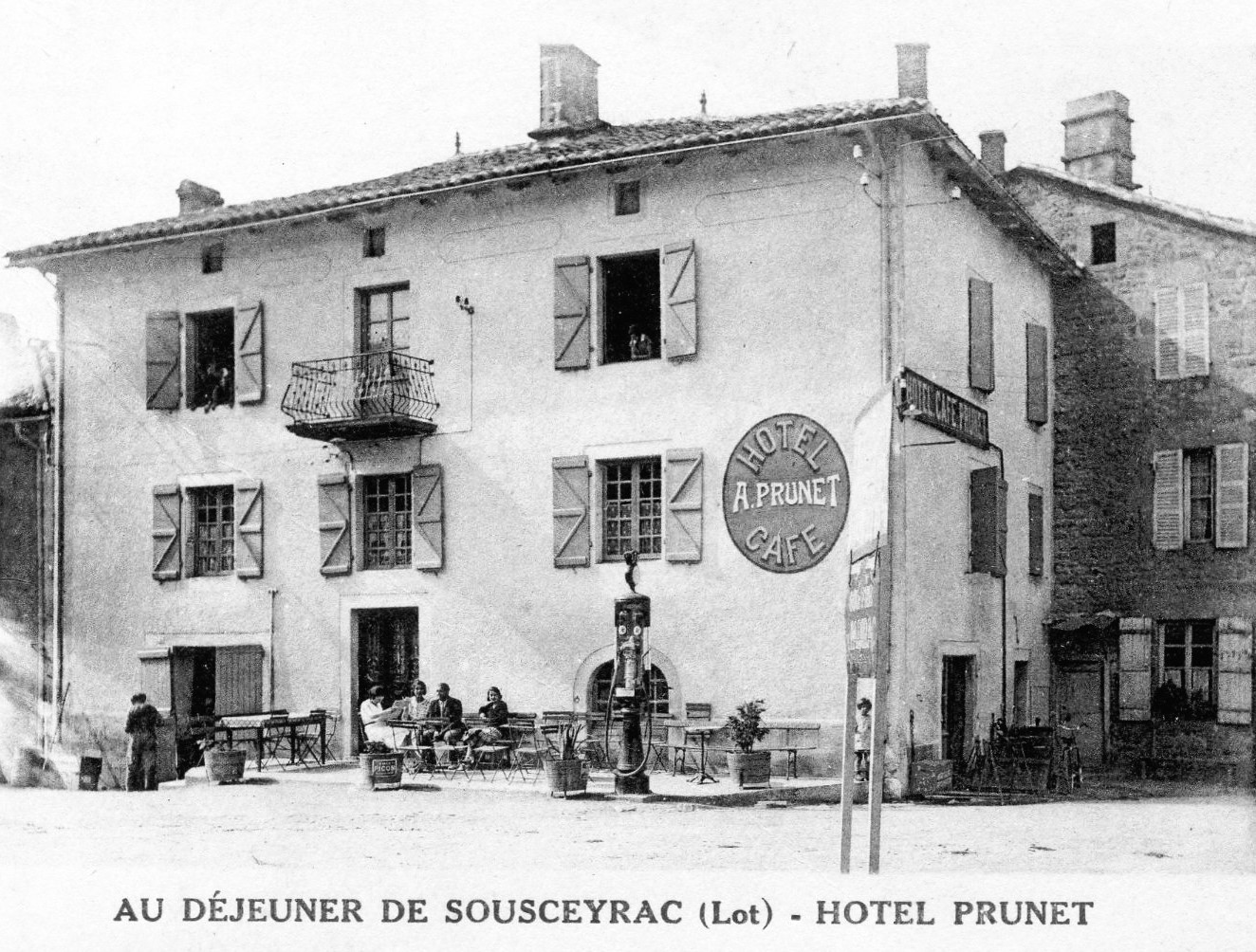
L'Hôtel Prunet dans les années 1930.
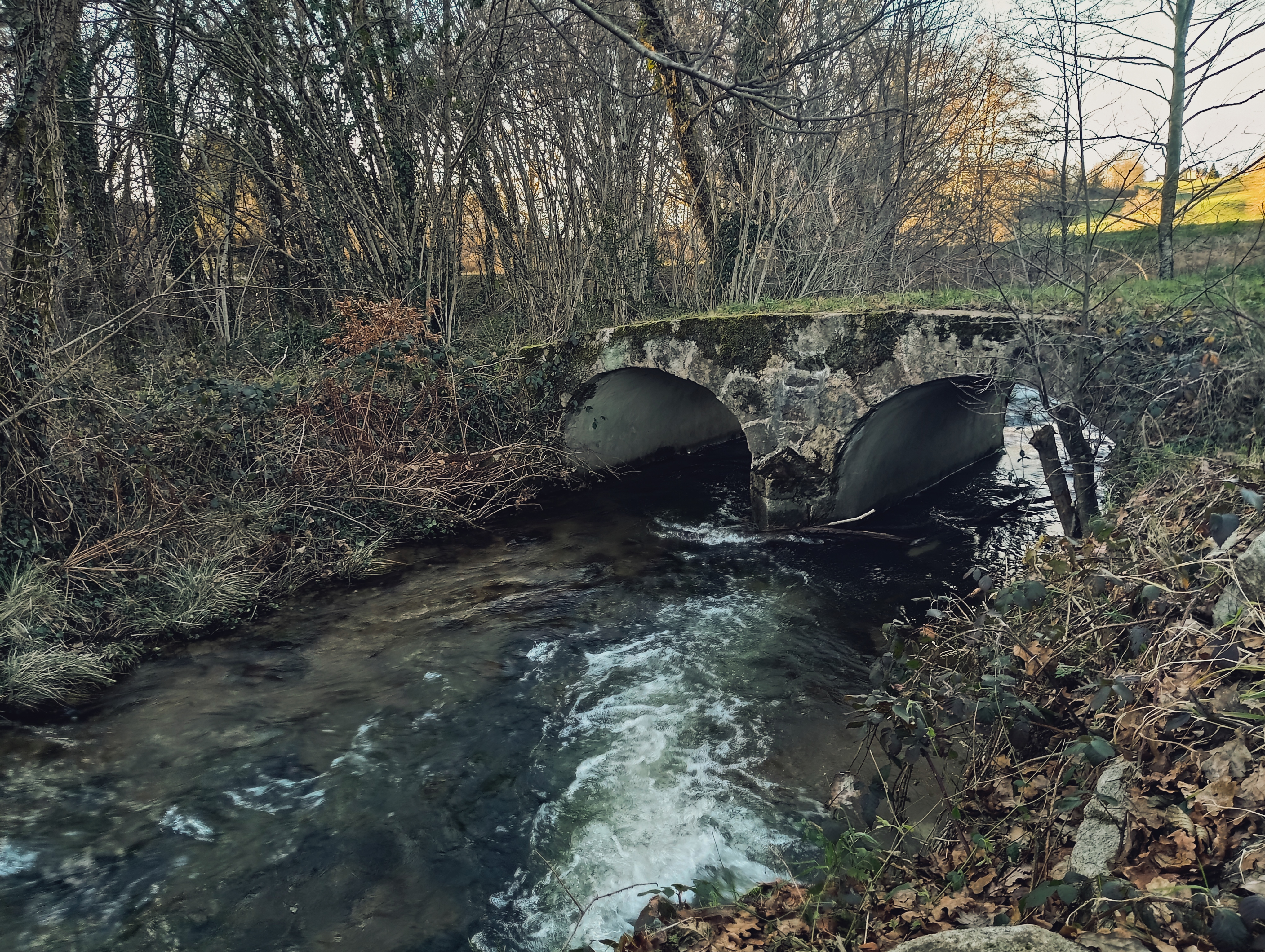
Le Pont Roumieu.

### Personnalités liées à la commune
- Jean Bessonias (1530-?), capitaine protestant né à Sousceyrac en 1530.
- Jean-Baptiste Chevalt (1817-1876), prêtre et architecte a conçue les plans de l'église Saint-Martin de Sousceyrac.
- Ferdinand de Laroussilhe (1852-1919), écrivain quercynois, issu d'une vieille famille de Sousceyrac, les Scribe de Laroussilhe, a publié notamment en 1888 La Légende de la Lozette, qui restitue une vision romantique du passé médiéval de Sousceyrac (rééditée en 2009 par l'association "Sousceyrac d'Hier à Aujourd'hui").
- Pierre Benoit (1886-1962), écrivain académicien a pris Sousceyrac pour cadre d'un roman écrit en 1931 : Le Déjeuner de Sousceyrac.
- Gaston Monnerville, créateur et conseiller général du canton de 1949 à 1974. Membre du Conseil constitutionnel (France) , Président du Sénat (France)
- Louis de Verdal, sculpteur et graveur né à Sousceyrac en 1948.

### Héraldique
| Blason de Sousceyrac | Blason  | Burelé d'azur et d'or, à deux plumes à écrire d'argent posées en pal, brochant sur le tout. |
| Blason de Sousceyrac | Détails | Le statut officiel du blason reste à déterminer.                                            |

Ce blason était à l'origine celui des Escriba/Scribe, une famille d'hommes de loi de Sousceyrac, devenus par la suite Scribe Lascombes de Laroussilhe, dont la branche aînée a résidé à Sousceyrac depuis le XVIe siècle.